# Santi Nereo e Achilleo
Santi Nereo e Achilleo är en kyrkobyggnad, mindre basilika och titelkyrka i Rom, helgad åt de heliga martyrerna Nereus och Achilleus. Kyrkan är belägen vid Viale delle Terme di Caracalla i Rione San Saba och tillhör församlingen Santa Maria in Vallicella.

## Kyrkans historia
Kyrkans första skriftliga omnämnande återfinns på ett epitafium från år 377, där kyrkan omtalas som Titulus Fasciolae; denna titulus hade stiftats av påve Julius I (337–352). Fasciola är latin och betyder ”liten bindel”. Aposteln Petrus var fängslad i Mamertinska fängelset i Rom, men lyckades att fly ur fängelset. Han ska enligt legenden ha lindat en bindel eller ett bandage om sin ena vrist; fotbojan hade skrapat bort hud på detta ställe. När Petrus flydde genom Rom, ska denna bindel ha fallit av på den plats, där kyrkan senare uppfördes.
Under påve Leo III:s pontifikat (795–816) byggdes kyrkan om och gavs en basilikal grundplan. På grund av områdets ohälsosamma tillstånd övergavs dock kyrkan efter en tid. Inför Jubelåret 1475 lät påve Sixtus IV restaurera basilikan. Kardinal Cesare Baronius lät år 1597, med stöd av påve Clemens VIII, företa en genomgripande renovering, vid vilken interiören smyckades med freskcykler; Girolamo Massei var en av konstnärerna.
Fasaden i senrenässans har olika geometriska dekorationer. Ingångsporten föregås av en portal med två toskanska kolonner. Nedanför det utskjutande taket finns en fresk föreställande Jungfru Maria och Jesusbarnet.

## Interiören
Kyrkan är treskeppig med absid. I absidens halvkupol finns en fresk som framställer Det sanna Korset med tio helgon:  Nereus, Achilleus, Simplicius, Servilianus, Caesarius, Domitilla, Theodora, Euphrosina, Felicola och Plautilla. Triumfbågen har en mosaik med flera scener. Huvudscenen visar Kristi förklaring med Mose och Elia. Till vänster ses Jungfru Marie bebådelse och till höger ses en ängel ge ett budskap åt Jungfru Maria, som håller Jesusbarnet. Det sistnämnda motivet är Theotokos.

## Omnämningar i kyrkoförteckningar
| Katalog                      | År         | Benämning                                                          |
| ---------------------------- | ---------- | ------------------------------------------------------------------ |
| Catalogo di Cencio Camerario | 1192       | sco. Nereo                                                         |
| Il Catalogo Parigino         | cirka 1230 | s. Nereus                                                          |
| Il Catalogo di Torino        | cirka 1320 | Ecclesia sanctorum Nerei et Archilei titulus presbiteri cardinalis |
| Il Catalogo del Signorili    | cirka 1425 | ss. Nerei et Achilei                                               |

## Titelkyrka
Kyrkan stiftades som titelkyrka med namnet Titulus Fasciolae omkring år 112 av påve Alexander I.
Kardinalpräster under 1900- och 2000-talet
- Agostino Gaetano Riboldi: 1901–1902
- Anton Hubert Fischer: 1903–1912
- Vakant: 1912–1916
- Pietro La Fontaine: 1916–1921
- Dennis Joseph Dougherty: 1921–1951
- Celso Benigno Luigi Costantini: 1953–1958
- William Godfrey: 1958–1963
- Thomas Benjamin Cooray: 1965–1988
- Bernardino Carlos Guillermo Honorato Echeverría Ruiz: 1994–2000
- Theodore Edgar McCarrick: 2001–2018
- Celestino Aós Braco: 2020–

## Kommunikationer
Närmaste tunnelbanestation är  Circo Massimo.

## Bilder
| - Interiören. |